# Дубовецкий (посёлок)
Дубове́цкий — посёлок Долгоруковского района Липецкой области России. Входит в состав сельского поселения Дубовецкий сельсовет.

## География
Посёлок Дубовецкий находится на юго-западной окраине Долгоруковского района, в 18 км к юго-западу от села Долгоруково. Располагается на правом берегу реки Курганка.

## История
Дубовецкий основан в начале XX века выходцами из села Дубовец, по которому получил название.
В переписи населения 1926 года Дубовецкий значится как «Дубовецкие выселки, 17 дворов, 103 жителя». В 1932 году — посёлок, 68 жителей.
В 1928 году Дубовецкий вошёл в состав Долгоруковского района Елецкого округа Центрально-Чернозёмной области. После разделения ЦЧО в 1934 году Долгоруковский район вошёл в состав Воронежской, в 1935 — Курской, а в 1939 году — Орловской области. С 6 января 1954 года в составе Долгоруковского района Липецкой области.

## Население
| 2010 |
| ---- |
| 7    |

## Транспорт
Дубовецкий связан грунтовыми дорогами с сёлами Дубовец и Курганка, деревней Киреевка.